# Населення Лесото
Населення Лесото. Чисельність населення країни 2015 року становила 1,947 млн осіб (150-те місце у світі). Оцінка кількості населення цієї держави враховує ефекти зайвої смертності через захворювання на СНІД. Чисельність лесотців стабільно збільшується, народжуваність 2015 року становила 25,47 ‰ (49-те місце у світі), смертність — 14,89 ‰ (1-ше місце у світі), природний приріст — 0,32 % (172-ге місце у світі) . 

## Природний рух

### Відтворення
Народжуваність у Лесото, станом на 2015 рік, дорівнює 25,47 ‰ (49-те місце у світі). Коефіцієнт потенційної народжуваності 2015 року становив 2,72 дитини на одну жінку (69-те місце у світі). Рівень застосування контрацепції 47 % (станом на 2009 рік). Середній вік матері при народженні першої дитини становив 21,2 року, медіанний вік для жінок — 25—29 років (оцінка на 2009 рік).
Смертність в Лесото 2015 року становила 14,89 ‰ (1-ше місце у світі).
Природний приріст населення в країні 2015 року становив 0,32 % (172-ге місце у світі).

### Вікова структура

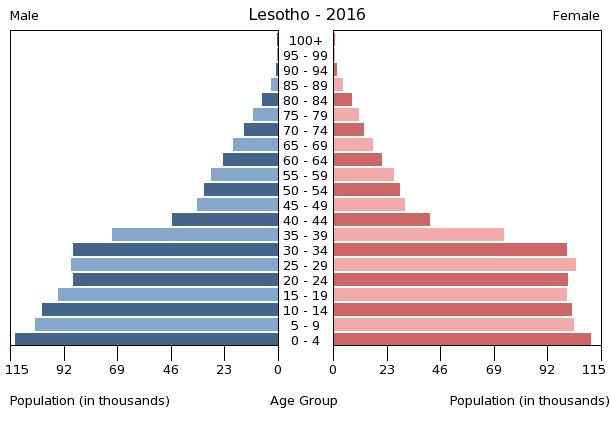
Віково-статева піраміда населення Лесото, 2016 рік

Середній вік населення Лесото становить 24 роки (162-ге місце у світі): для чоловіків — 24, для жінок — 24 роки. Очікувана середня тривалість життя 2015 року становила 52,86 року (215-те місце у світі), для чоловіків — 52,76 року, для жінок — 52,97 року.
Вікова структура населення Лесото, станом на 2015 рік, мала такий вигляд:
- діти віком до 14 років — 32,67 % (319 592 чоловіки, 316 671 жінка);
- молодь віком 15—24 роки — 19,73 % (182 697 чоловіків, 201 510 жінок);
- дорослі віком 25—54 роки — 37,2 % (354 193 чоловіки, 370 287 жінок);
- особи передпохилого віку (55—64 роки) — 4,98 % (51 693 чоловіки, 45 234 жінки);
- особи похилого віку (65 років і старіші) — 5,43 % (53 706 чоловіків, 52 117 жінок)[1].

### Шлюбність— розлучуваність
Середній вік, коли чоловіки беруть перший шлюб, дорівнює 25,5 року, жінки — 20,9 року, загалом — 23,2 року (дані за 2009 рік).

## Розселення
Густота населення країни 2015 року становила 70,3 особи/км² (140-ве місце у світі).

### Урбанізація
Лесото середньоурбанізована країна. Рівень урбанізованості становить 27,3 % населення країни (станом на 2015 рік), темпи зростання частки міського населення — 3,05 % (оцінка тренду за 2010—2015 роки).
Головні міста держави: Масеру (столиця) — 267,0 тис. осіб (дані за 2014 рік).

### Міграції
Річний рівень еміграції 2015 року становив 7,36 ‰ (205-те місце у світі). Цей показник не враховує різниці між законними і незаконними мігрантами, між біженцями, трудовими мігрантами та іншими.
Лесото є членом Міжнародної організації з міграції (IOM).

## Расово-етнічний склад
| Етнічний склад (2015 рік) | Етнічний склад (2015 рік) | Етнічний склад (2015 рік) | Етнічний склад (2015 рік) | Етнічний склад (2015 рік) |
| ------------------------- | ------------------------- | ------------------------- | ------------------------- | ------------------------- |
| Етнос:                    |                           |                           | Відсоток:                 |                           |
| басото                    | басото                    |                           | 99.7%                     | 99.7%                     |
| інші                      | інші                      |                           | 0.3%                      | 0.3%                      |

Головні етноси країни: басото — 99,7 %, європейці, азіати та інші — 0,3 % населення.

## Мови
| Мови Лесото (2015 рік) | Мови Лесото (2015 рік) | Мови Лесото (2015 рік) | Мови Лесото (2015 рік) | Мови Лесото (2015 рік) |
| ---------------------- | ---------------------- | ---------------------- | ---------------------- | ---------------------- |
| Мова:                  |                        |                        | Відсоток:              |                        |
| сесото                 | сесото                 |                        | %                      | %                      |
| англійська             | англійська             |                        | %                      | %                      |
| зулуська               | зулуська               |                        | %                      | %                      |
| кхоса                  | кхоса                  |                        | %                      | %                      |

Офіційні мови: сесото (південне сото), англійська. Інші поширені мови: зулуська, кхоса.

## Релігії
| Релігії в Лесото (2015 рік) | Релігії в Лесото (2015 рік) | Релігії в Лесото (2015 рік) | Релігії в Лесото (2015 рік) | Релігії в Лесото (2015 рік) |
| --------------------------- | --------------------------- | --------------------------- | --------------------------- | --------------------------- |
| Віросповідання:             |                             |                             | Відсоток:                   |                             |
| християни                   | християни                   |                             | 80%                         | 80%                         |
| місцеві вірування           | місцеві вірування           |                             | 20%                         | 20%                         |

Головні релігії й вірування, які сповідує, і конфесії та церковні організації, до яких відносить себе населення країни: християнство — 80 %, місцеві вірування — 20 % (станом на 2015 рік).

## Освіта
Рівень письменності 2015 року становив 79,4 % дорослого населення (віком від 15 років): 70,1 % — серед чоловіків, 88,3 % — серед жінок.
Державні витрати на освіту становлять 13 % ВВП країни, станом на 2008 рік (1-ше місце у світі). Середня тривалість освіти становить 11 років, для хлопців — до 10 років, для дівчат — до 11 років (станом на 2014 рік).

## Охорона здоров'я
Забезпеченість лікарняними ліжками в стаціонарах — 1,3 ліжка на 1000 мешканців (станом на 2006 рік). Загальні витрати на охорону здоров'я 2014 року становили 10,6 % ВВП країни (10-те місце у світі).
Смертність немовлят до 1 року, станом на 2015 рік, становила 49,03 ‰ (37-ме місце у світі); хлопчиків — 52,82 ‰, дівчаток — 45,13 ‰. Рівень материнської смертності 2015 року становив 487 випадків на 100 тис. народжень (12-те місце у світі).
Лесото входить до складу ряду міжнародних організацій: Міжнародного руху (ICRM) і Міжнародної федерації товариств Червоного Хреста і Червоного Півмісяця (IFRCS), Дитячого фонду ООН (UNISEF), Всесвітньої організації охорони здоров'я (WHO).

### Захворювання
2014 року зареєстровано 314,6 тис. хворих на СНІД (20-те місце в світі), це 23,39 % населення в репродуктивному віці 15—49 років (3-тє місце у світі). Смертність 2014 року від цієї хвороби становила 9,3 тис. осіб (25-те місце у світі).
Частка дорослого населення з високим індексом маси тіла 2014 року становила 11,9 % (120-те місце у світі); частка дітей віком до 5 років зі зниженою масою тіла становила 10,3 % (оцінка на 2014 рік). Ця статистика показує як власне стан харчування, так і наявну/гіпотетичну поширеність різних захворювань.

### Санітарія
Доступ до облаштованих джерел питної води 2015 року мало 94,6 % населення в містах і 77 % в сільській місцевості; загалом 81,8 % населення країни. Відсоток забезпеченості населення доступом до облаштованого водовідведення (каналізація, септик): у містах — 37,3 %, у сільській місцевості — 27,6 %, загалом по країні — 30,3 % (станом на 2015 рік). Споживання прісної води, станом на 2000 рік, дорівнює 0,04 км³ на рік, або 21,79 тонни на одного мешканця на рік: з яких 46 % припадає на побутові, 46 % — на промислові, 9 % — на сільськогосподарські потреби.

## Соціально-економічне становище
Співвідношення осіб, що в економічному плані залежать від інших, до осіб працездатного віку (15—64 роки) загалом становить 67,3 % (станом на 2015 рік): частка дітей — 60,3 %; частка осіб похилого віку — 6,9 %, або 14,4 потенційно працездатного на 1 пенсіонера. Загалом ці показники характеризують рівень потреби державної допомоги в секторах освіти, охорони здоров'я та пенсійного забезпечення, відповідно. За межею бідності 2010 року перебувало 57,1 % населення країни. Розподіл доходів домогосподарств у країні має такий вигляд: нижній дециль — 1 %, верхній дециль — 39,4 % (станом на 2003 рік).
Станом на 2012 рік, у країні 1,7 млн осіб не мали доступу до електромереж; 17 % населення має доступ, в містах цей показник дорівнює 43 %, у сільській місцевості — 8 %. Рівень проникнення інтернет-технологій надзвичайно низький. Станом на липень 2015 року в країні налічувалось 313 тис. унікальних інтернет-користувачів (169-те місце у світі), що становило 16,1 % загальної кількості населення країни.

### Трудові ресурси
Загальні трудові ресурси 2015 року становили 899,1 тис. осіб (147-ме місце у світі). Зайнятість економічно активного населення у господарстві країни розподіляється таким чином: аграрне, лісове і рибне господарства — 86 %; промисловість, будівництво і сфера послуг — 14 % (станом на 2002 рік). 35 % дорослого чоловічого населення держави працює в ПАР. Безробіття 2014 року дорівнювало 28,1 % працездатного населення, 2008 року — 25 % (184-те місце у світі); серед молоді у віці 15—24 років ця частка становила 34,4 %, серед юнаків — 29 %, серед дівчат — 41,9 % (18-те місце у світі).

## Кримінал

### Торгівля людьми
Згідно зі щорічною доповіддю про торгівлю людьми (англ. Trafficking in Persons Report) Управління з моніторингу та боротьби з торгівлею людьми Державного департаменту США, уряд Лесото докладає значних зусиль у боротьбі з явищем примусової праці, сексуальної експлуатації, незаконною торгівлею внутрішніми органами, але не повною мірою, країна перебуває у списку спостереження другого рівня.

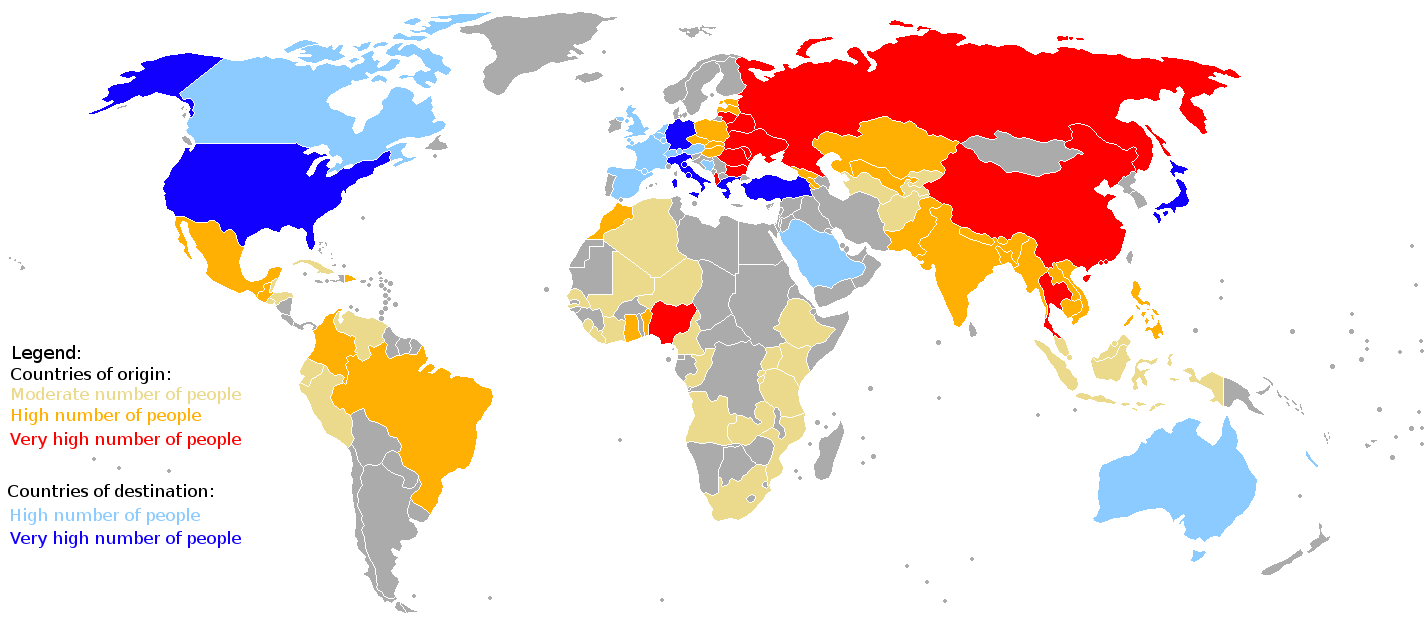
Країни-донори (червоний) і країни-реципієнти кримінальних потоків  (англ.)
Глобальна боротьба з торгівлею людьми (англ.)

## Гендерний стан
Статеве співвідношення (оцінка 2015 року):
- при народженні — 1,03 особи чоловічої статі на 1 особу жіночої;
- у віці до 14 років — 1,01 особи чоловічої статі на 1 особу жіночої;
- у віці 15—24 років — 0,91 особи чоловічої статі на 1 особу жіночої;
- у віці 25—54 років — 0,96 особи чоловічої статі на 1 особу жіночої;
- у віці 55—64 років — 1,14 особи чоловічої статі на 1 особу жіночої;
- у віці за 64 роки — 1,03 особи чоловічої статі на 1 особу жіночої;
- загалом — 0,98 особи чоловічої статі на 1 особу жіночої[1].

## Демографічні дослідження
Демографічні дослідження у країні ведуться рядом державних і наукових установ:

### Українською
- Атлас. 10—11 клас. Економічна і соціальна географія світу / упорядники :  О. Я. Скуратович, Н. І. Чанцева. — К. : ДНВП «Картографія», 2010. — ISBN 978-966-475-639-3.
- Атлас світу / голов. ред. І. С. Руденко ; зав. ред. В. В. Радченко ; відп. ред. О. В. Вакуленко. — К. : ДНВП «Картографія», 2005. — 336 с. — ISBN 9666315467.
- Безуглий В. В. Економічна і соціальна географія зарубіжних країн : Навчальний посібник. — К. : ВЦ «Академія», 2007. — 704 с. — ISBN 978-966-580-239-6.
- Безуглий В. В., Козинець С. В. Регіональна економічна і соціальна географія світу : Навчальний посібник. — видання 2-ге, доп., перероб. — К. : ВЦ «Академія», 2007. — 688 с. — ISBN 966-580-144-9.
- Головченко В. І., Кравчук О. Країнознавство: Азія, Африка, Латинська Америка, Австралія і Океанія. — К., 2006. — 335 с. — ISBN 966-8939-04-2.
- Гудзеляк І. І. Географія населення: Навчальний посібник / І. Гудзеляк. — Л. : Видавничий центр ЛНУ імені Івана Франка, 2008. — 232 с. — ISBN 978-966-613-599-8.
- Дахно І. І. Країни світу: Енциклопедичний довідник / І. І. Дахно, С. М. Тимофієв. — К. : Мапа, 2011. — 606 с. — (Бібліотека нового українця) — ISBN 978-966-8804-23-6.
- Дахно І. І. Економічна географія зарубіжних країн : навчальний посібник. — К. : Центр учбової літератури, 2014. — 319 с. — ISBN 978-611-01-0682-5.
- Джаман В. О. Регіональні системи розселення: демографічні аспекти. — Чернівці : Рута, 2003. — 392 с. — ISBN 9665685988.
- Дорошенко Л. С. Демографія: Навчальний посібник. — К. : МАУП, 2005. — 112 с. — ISBN 966-608-442-2.
- Дубович І. А. Країнознавчий словник-довідник. — 5-те вид., перероб. і доп. — К. : Знання, 2008. — 839 с. — ISBN 978-966-346-330-8.
- Економічна і соціальна географія країн світу. Навчальний посібник / За ред. Кузика С. П. — Л. : Світ, 2002. — 672 с. — ISBN 966-603-178-7.
- Загальна медична географія світу / В. О. Шевченко [та ін.] — К. : [б.в.], 1998. — 178 с.
- Книш М. М., Мамчур О. І. Регіональна економічна і соціальна географія світу (Латинська Америка та Карибські країни, Африка, Азія, Океанія) : навч. посіб. — Л. : ЛНУ ім. Івана Франка, 2013. — 368 с. — ISBN 978-617-10-0007-0.
- Крисаченко В. С. Динаміка населення: Популяційні, етнічні та глобальні виміри. — К. : Видавництво Національного інституту стратегічних досліджень, 2005. — 368 с. — ISBN 966-554-083-1.
- Любіцева О. О., Мезенцев К. В., Павлов С. В. Географія релігій. — К. : АртЕК, 1999. — 504 с. — ISBN 966-505-006-0.
- Масляк П. О. Країнознавство. — К. : Знання, 2007. — 292 с. — (Вища освіта XXI століття)
- Масляк П. О., Дахно І. І. Економічна і соціальна географія світу / П. О. Масляк, І. І. Дахно ; за ред. П. О. Масляка. — К. : Вежа, 2003. — 280 с. — ISBN 966-7091-53-8.

### Російською
- (рос.) Лесото // Демографический энциклопедический словарь / главн. ред. Валентей Д. И. — М. : Советская энциклопедия, 1985. — 608 с.
- (рос.) Лесото // Африка: энциклопедический справочник [в 2-х тт.] / гл. ред. А. А. Громыко. — М. : Советская энциклопедия, 1987. — Т. 2. — 671 с.
- (рос.) Лесото // Страны и народы. Африка. Восточная и Южная Африка / Редкол. : М. Б. Горнунг, Г. Б. Старушенко (отв. ред.) и др. — М. : «Мысль», 1981. — 269 с. — (Страны и народы) — 180 тис. прим.
- (рос.) Атлас народов мира / Отв. ред. С. И. Брук и В. С. Апенченко. — М. : ГУГК ГГК СССР и Институт этнографии им. Н. Н. Миклухо-Маклая АН СССР, 1964. — 185 с. — 20 тис. прим.
- (рос.) Численность и расселение народов мира. Этнографические очерки / под ред. С. И. Брука. — М. : Издательство АН СССР, 1962. — 487 с.
- (рос.) Лаппо Г. М. География городов: Учебное пособие для географических факультетов вузов. — М. : Туманит, изд. центр ВЛАДОС, 1997. — 476 с. — ISBN 5-691-00047-0.
- (рос.) Ягельский А. География населения. — М. : Прогресс, 1980. — 383 с.